# Călcâiul de fier
Călcâiul de fier  (în engleză The Iron Heel) este un roman științifico-fantastic distopic al scriitorului american Jack London. Lucrarea, considerată ca fiind una printre primele scrieri distopice, relatează ascensiunea unei tiranii oligarhice în Statele Unite. A apărut prima dată în 1907 la editura Macmillan.
Cartea este neobișnuită printre scrierile lui London (și, în general, pentru literatura timpului în care a apărut), fiind o narațiune scrisă de un bărbat care relatată la persoana I din perspectiva unei femei. O mare parte a narațiunii este stabilită în Regiunea Golfului San Francisco, incluzând evenimentele din San Francisco și Comitatul Sonoma.

## Prezentare
Romanul este bazat pe fictivul "Manuscris Everhard" scris de Avis Everhard pe care l-a ascuns și care a fost găsit  câteva secole mai târziu. În plus, romanul are o introducere și o serie de note (adesea lungi) scrise din perspectiva savantului Anthony Meredith. Meredith scrie din anul cca. 2600 AD sau 419 B.O.M. (Brotherhood of Man, Frăția omului). Jack London scrie pe două nivele, cu Meredith corectând adesea erorile lui Everhard, dar în același timp expunând înțelegerea adesea incompletă a acestei perspective îndepărtate.
Introducerea lui Meredith servește de asemenea ca un "sinopsis" deliberat (termenul nu exista încă în momentul scrierii). Înainte de a avea vreodată șansa de a-i cunoaște pe Avis și Ernest, de a afla cum s-au îndrăgostit sau cum Avis s-a implicat politic, cititorilor li s-a spus deja că toate luptele și speranțele lor se vor sfârși într-un eșec total și că ambii fi executat sumar. Acest lucru face ca tot ceea ce urmează să aibă atmosfera unei tragedii predeterminate. Mai rămâne însă consolarea că un sfârșit fericit va veni pentru întreaga omenire - deși cu sute de ani prea târziu pentru Avis și Ernest ca indivizi; când oligarhia crudă va cădea, iar cei doi vor fi respectați de posteritate ca pionieri și martiri. 
Cartea începe cu Avis Cunningham, fiica unui fizician renumit, care face cunoștință cu socialistul Ernest Everhard. La început, Avis nu este de acord cu Ernest că întregul sistem social contemporan se bazează pe exploatarea muncii. Cu toate acestea, ea continuă să investigheze condițiile în care trăiesc lucrătorii și acele condiții teribile o fac să se răzgândească și să accepte viziunea lui Ernest asupra lumii. În mod similar, episcopul Morehouse nu crede inițial în ororile descrise de Ernest, dar devine apoi convins de adevărul lor și este constrâns la nebunie datorită noilor sale păreri.
Manuscrisul în sine acoperă anii 1912 până în 1932, când Oligarhia (sau "Călcâiul de fier") a apărut în Statele Unite. În Asia, Japonia a cucerit Asia de Est și și-a creat propriul imperiu, India și-a câștigat independența, iar Europa a devenit socialistă. Canada, Mexic și Cuba și-au format propriile oligarhii și s-au aliniat cu SUA. (London rămâne tăcut în ceea ce privește soarta Americii de Sud, Africii și a Orientului Mijlociu).
În America de Nord, Oligarhia se menține la putere timp de trei secole până când Revoluția va reuși și va începe Brotherhood of Man (Frăția omului). În perioada romanului, este descrisă Prima Revoltă și au loc discuții privind pregătirile cele de-a doua Revolte. Din perspectiva lui Everhard, iminenta Revoltă a Doua va reuși cu siguranță, dar din povestea lui Meredith, cititorul știe că speranțele lui Ernest Everhard vor fi împlinite câteva secole după moartea sa.
Oligarhia este cel mai mare monopol al trusturilor (sau al baronilor tâlhari), care reușesc să stoarcă clasa de mijloc prin falimentarea afacerilor mici precum și prin aducerea tuturor fermierilor într-o formă de robie medievală. Această Oligarhie menține puterea printr-o „castă de muncitori” și mercenari. Lucrătorii din industriile esențiale, cum ar fi oțelul și calea ferată, sunt crescuți și li se acordă salarii decente, locuințe și educație. Într-adevăr, transformarea tragică a romanului (și avertismentul principal al lui Jack London către contemporanii săi) este trădarea acestor sindicate favorizate, care se despart de celelalte sindicate și se alătură Oligarhiei. Mai mult, se formează o a doua castă militară: Mercenarii. Mercenarii sunt oficial armata SUA, dar de fapt sunt în slujba Oligarhilor.
Asgard este numele unui minunat oraș fictiv, un oraș construit de Oligarhie pentru a fi admirat, apreciat și locuit. Mii de proletari trăiesc în sărăcie teribilă acolo și sunt folosiți ori de câte ori o muncă publică trebuie să fie finalizată, cum ar fi construirea unui dig sau a unui canal.
Manuscrisul este autobiografia lui Everhard, după cum spune ea: copilăria ei privilegiată ca fiica unui om de știință realizat; căsătoria cu revoluționarul socialist Ernest Everhard; căderea republicii americane; și anii ei în rezistența subterană de la Prima Revoltă prin anii care au dus la Revolta a Doua. Spunând povestea lui Avis Everhard, romanul este, în esență, o poveste aventuroasă, presărată puternic cu un comentariu social al unui viitor alternativ (din perspectiva anului 1907). Cu toate acestea, perspectiva viitoare a savantului Meredith adâncește situația tragică a lui Everhard și a tovarășilor săi revoluționari.

## Cuprins
1. Vulturul meu
2. Aruncarea mănușii
3. Brațul lui Jackson
4. Sclavi ai mecanismului
5. Filomații
6. Perspective
7. Vedenia episcopului
8. Sfărâmătorii de mașini
9. Temeiurile matematice ale unui vis
10. Vârtejul
11. Marea aventură
12. Episcopul
13. Greva generală
14. Începutul sfârșitului
15. Ultimele zile
16. Sfârșitul
17. Livreaua roșie
18. În taina muntelui Sonoma
19. Metamorfoze
20. Oligarhul dispărut
21. Fiara mânioasă din abisuri
22. Comuna din Chicago
23. Oamenii abisului
24. Coșmar
25. Teroriștii

## Primire și influențe
London a scris dintr-un punct de vedere socialist, care este evident în romanul Călcâiul de fier. Fără a fi un teoretician sau un intelectual socialist, London s-a apropiat de socialism datorită experienței sale de viață. După cum a explicat în eseul său „How I Became a Socialist”, opiniile sale au fost influențate de experiența lui cu oamenii din partea de jos a ierarhiei sociale. Optimismul său s-a atenuat pe măsura trecerii timpului, iar London a jurat că n-o să mai facă muncă fizică grea decât dacă este necesar. El a scris că individualismul s-a încheiat pentru el și că a renăscut din punct de vedere politic. El și-a încheiat adesea scrisorile cu expresia „Yours for the Revolution”.
Împreună cu romanul Noi din 1920 al lui Evgheni Zamiatin, Călcâiul de fier este considerat în general părintele genului distopic satiric futurist. Romanul duce aspectele totalitariste ale societății industriale moderne la o concluzie extremă, descriind un stat care consideră că liberul arbitru este cauza nefericirii, așa încât viețile cetățenilor trebuie controlate cu precizie matematică, folosind sistemul eficienței industriale creat de Frederick Winslow Taylor.
Romanul Călcâiul de fier este citat de biograful lui George Orwell, Michael Shelden, ca fiind cel care a influențat cel mai mult faimosul roman al lui Orwell, O mie nouă sute optzeci și patru. Orwell însuși l-a descris pe London ca făcând "o profeție remarcabilă a apariției fascismului" în carte și credea că înțelegerea de către London a primitivului îl făcuse un profet mai bun "decât mulți gânditori mai bine informați și mai logici."
Harry Bridges, sindicalist influent la mijlocul anilor 1900, a afirmat că a fost "ațâțat" de romanele lui Jack London, Lupul de mare și Călcâiul de fier.
Granville Hicks, revizuind romanul lui Kurt Vonnegut, Player Piano, și-a amintit de Călcâiul de fier: "suntem duși în viitor și am văzut o Americă condusă de o Oligarhie minusculă, iar aici există la fel o revoltă care [însă] nu reușește."
Capitolul 7 din Călcâiul de fier este o copie aproape verbală a unui eseu ironic al lui Frank Harris și a dus la acuzații de plagiat.
Romanul lui London, The Scarlet Plague (1912) și câteva din povestirile sale scurte sunt plasate într-un cadru distopic care seamănă foarte mult cu cel din Călcâiul de fier, deși nu există o continuitate reală a situațiilor sau a  personajelor.
Romanul de debut al lui Frederic Tuten, The Adventures of Mao on the Long March, folosește citate extinse din Călcâiul de fier, plasându-le alături de detalii ale istoriei chineze din 1912 până la apariția lui Mao la putere.

## Traduceri în limba română
- Jack London - Sub călcâiul de fier (Roman social), Editura Tempo, 1945. Traducere Ana Canarache
- Jack London - Călcîiul de fier, Editura de Stat pentru Literatură și Artă, 1960, Biblioteca pentru toți, nr. 46, 447 de pagini. Traducere, prefață și note: D. Maziliu
- Jack London - Călcâiul de fier, Editura Adevărul, Colecția de lux. 2008. ISBN: 978-973-199-923-4

## Ecranizări cinematografice
- Călcâiul de fier, Железная пята (Rusia, 1919). Regia Vladimir Gardin[8]
- Călcâiul de fier al Oligarhiei, Железная пята олигархии (Rusia, 1999). Regia Aleksandr Bashirov[9]